# Liga de Campeones Femenina de la UEFA 2019-20
La Liga de Campeones Femenina de la UEFA 2019-20 fue la 19.ª edición del campeonato de clubes femeninos más importante de Europa. El torneo comenzó el 7 de agosto de 2019 con la fase de clasificación y terminó el 30 de agosto de 2020 con la final en el Estadio de Anoeta en País Vasco (España).
El Lyon se consagró campeón por séptima vez al vencer en la final al Wolfsburgo, siendo el primer equipo en alcanzar los siete títulos, además de sumar cinco títulos consecutivos.
En esta edición, debutan los clubes ŽNK Split (Federación Croata de Fútbol), Beşiktaş, Flora Tallinn (Asociación Estonia de Fútbol), FC Nike Tbilisi (Federación Georgiana de Fútbol), el primer equipo georgiano de la historia en clasificarse a la fase de grupos; y Alashkert (Federación de Fútbol de Armenia), primer club armenio desde el College Yerevan en la edición de 2001-02.
Debido a la pandemia de coronavirus el 12 de marzo la UEFA confirmó que todas las competiciones y partidos (incluyendo amistosos) de clubes y selecciones nacionales, tanto masculinas como femeninas quedaban suspendidas y a la espera de más acontecimientos, y citó a sus 55 miembros federativos a una reunión por videoconferencia para decidir el futuro de las mismas.

## Distribución de equipos por asociación
Un total de 62 equipos de 55 asociaciones miembros de la UEFA son elegibles para participar en la edición 2019-20 de la Liga de Campeones Femenina de la UEFA. El ranking basado en los coeficientes UEFA es usado para determinar el número de equipos participantes por cada asociación:
- Las asociaciones del número 1 al 12 en el ranking tienen dos equipos clasificados.
- Todas las demás introducen a un equipo si tienen alguno clasificado.
- El ganador de la Liga de Campeones Femenina de la UEFA 2018-19 tiene una plaza asegurada para la Liga de Campeones Femenina de la UEFA 2019-20 en caso de que no se clasificase a través de su liga. Como el anterior campeón, el Olympique de Lyon, se clasificó a través de su liga la plaza adicional no fue necesaria.

### Clasificación de las asociaciones
Para la edición 2019-20, las asociaciones son posicionadas de acuerdo a su coeficiente de la Liga de Campeones Femenina de la UEFA 2018, que tiene en cuenta su rendimiento en competiciones europeas desde la temporada 2013-14 hasta la temporada 2017-18.
| Pos. | Asociación      | Coef.  | Plazas |
| ---- | --------------- | ------ | ------ |
| 1    | Alemania        | 83.000 | 2      |
| 2    | Francia         | 78.000 | 2      |
| 3    | Inglaterra      | 59.000 | 2      |
| 4    | Suecia          | 59.000 | 2      |
| 5    | España          | 49.000 | 2      |
| 6    | Dinamarca       | 36.500 | 2      |
| 7    | República Checa | 35.000 | 2      |
| 8    | Italia          | 34.500 | 2      |
| 9    | Suiza           | 33.000 | 2      |
| 10   | Rusia           | 31.500 | 2      |
| 11   | Escocia         | 25.500 | 2      |
| 12   | Austria         | 25.500 | 2      |
| 13   | Países Bajos    | 25.000 | 1      |
| 14   | Kazajistán      | 24.000 | 1      |
| 15   | Noruega         | 24.000 | 1      |
| 16   | Islandia        | 21.000 | 1      |
| 17   | Polonia         | 20.000 | 1      |
| 18   | Lituania        | 19.000 | 1      |
| 19   | Chipre          | 18.000 | 1      |

| Pos. | Asociación           | Coef.  | Plazas |
| ---- | -------------------- | ------ | ------ |
| 20   | Serbia               | 14.500 | 1      |
| 21   | Turquía              | 13.000 | 1      |
| 22   | Bélgica              | 12.500 | 1      |
| 23   | Bielorrusia          | 12.000 | 1      |
| 24   | Rumania              | 12.000 | 1      |
| 25   | Hungría              | 12.000 | 1      |
| 26   | Bosnia y Herzegovina | 11.000 | 1      |
| 27   | Portugal             | 10.500 | 1      |
| 28   | Eslovenia            | 10.000 | 1      |
| 29   | Grecia               | 9.500  | 1      |
| 30   | Finlandia            | 9.500  | 1      |
| 31   | Ucrania              | 9.000  | 1      |
| 32   | Croacia              | 8.500  | 1      |
| 33   | Irlanda              | 8.500  | 1      |
| 34   | Estonia              | 6.500  | 1      |
| 35   | Israel               | 6.000  | 1      |
| 36   | Bulgaria             | 5.000  | 1      |
| 37   | Albania              | 3.500  | 1      |

| Pos. | Asociación        | Coef. | Plazas |
| ---- | ----------------- | ----- | ------ |
| 38   | Eslovaquia        | 3.500 | 1      |
| 39   | Islas Feroe       | 3.000 | 1      |
| 40   | Montenegro        | 2.000 | 1      |
| 41   | Gales             | 2.000 | 1      |
| 42   | Irlanda del Norte | 2.000 | 1      |
| 43   | Kosovo            | 1.000 | 1      |
| 44   | Letonia           | 1.000 | 1      |
| 45   | Moldavia          | 0.500 | 1      |
| 46   | Malta             | 0.500 | 1      |
| 47   | Macedonia         | 0.000 | 1      |
| 48   | Luxemburgo        | 0.000 | 1      |
| 49   | Georgia           | 0.000 | 1      |
| NE   | Andorra           | —     | 1      |
| NE   | Armenia           | —     | 1      |
| NE   | Azerbaiyán        | —     | 0      |
| NE   | Gibraltar         | —     | 0      |
| NE   | Liechtenstein     | —     | 0      |
| NE   | San Marino        | —     | 0      |

Notas
- CV – Plaza extra al tener el campeón vigente
- SC – Sin clasificación  (la asociación no entró en las cinco temporadas usadas para calcular los coeficientes)
- NE – No entran

## Equipos clasificados
| Ronda de entrada       | Equipos                 | Equipos                | Equipos                     | Equipos                   |
| ---------------------- | ----------------------- | ---------------------- | --------------------------- | ------------------------- |
| Dieciseisavos de final | VfL Wolfsburg (CL)      | Bayern Múnich (SL)     | LyonCV (CL)                 | París Saint-Germain (SL)  |
| Dieciseisavos de final | Arsenal (CL)            | Manchester City (SL)   | Piteå IF (CL)               | Kopparbergs/Göteborg (SL) |
| Dieciseisavos de final | Atlético Madrid (CL)    | Barcelona (SL)         | Brøndby (CL)                | Fortuna Hjørring (SL)     |
| Dieciseisavos de final | Sparta Praha (CL)       | Slavia Praha (SL)      | Juventus (CL)               | Fiorentina (SL)           |
| Dieciseisavos de final | Zürich (CL)             | Lugano (SL)            | Ryazan-VDV (CL)             | Chertanovo Moscow (SL)    |
| Dieciseisavos de final | Glasgow City (CL)       | St. Pölten (CL)        |                             |                           |
| Fase de clasificación  | Hibernian (SL)          | Sturm Graz (SL)        | Twente (CL)                 | BIIK Kazygurt (CL)        |
| Fase de clasificación  | LSK Kvinner (CL)        | Breiðablik (CL)        | Górnik Łęczna (CL)          | Gintra Universitetas (CL) |
| Fase de clasificación  | Apollon Limassol (CL)   | Spartak Subotica (CL)  | Beşiktaş (CL)               | Anderlecht (CL)           |
| Fase de clasificación  | FC Minsk (CL)           | Olimpia Cluj (CL)      | Ferencvárosi (CL)           | SFK 2000 (CL)             |
| Fase de clasificación  | S. C. Braga (CL)        | ŽNK Pomurje (CL)       | P.A.O.K. (CL)               | PK-35 Vantaa (CL)         |
| Fase de clasificación  | Zhytlobud-1 Járkov (CL) | ŽNK Split (CL)         | Wexford Youths (CL)         | FC Flora (CL)             |
| Fase de clasificación  | ASA Tel Aviv (CL)       | NSA Sofia (CL)         | Vllaznia Shkodër (CL)       | Slovan Bratislava (CL)    |
| Fase de clasificación  | EB/Streymur/Skála (CL)  | Breznica Pljevlja (CL) | Cardiff Met. (CL)           | Linfield (CL)             |
| Fase de clasificación  | Mitrovica (CL)          | Rīgas FS (CL)          | Agarista-ȘS Anenii Noi (CL) | Birkirkara (CL)           |
| Fase de clasificación  | Dragon 2014 (CL)        | Bettembourg (CL)       | Tbilisi Nike (CL)           | Alashkert (CL)            |

Leyenda
- CV: Campeón vigente de la Liga de Campeones Femenina de la UEFA
- CL: Campeones de liga doméstica
- SL: Subcampeones de liga doméstica

## Sorteo y fechas
Los sorteos se llevarán a cabo en la sede de la UEFA en Nyon, Suiza.
| Ronda                  | Sorteo                   | Primera fecha                                       | Segunda fecha                                       |
| ---------------------- | ------------------------ | --------------------------------------------------- | --------------------------------------------------- |
| Fase de Clasificación  | 21 de junio de 2019      | 7, 10 & 13 de agosto de 2019                        | 7, 10 & 13 de agosto de 2019                        |
| Dieciseisavos de final | 16 de agosto de 2019     | 11–12 de septiembre de 2019                         | 25–26 de septiembre de 2019                         |
| Octavos de final       | 30 de septiembre de 2019 | 16–17 de octubre de 2019                            | 30–31 de octubre de 2019                            |
| Cuartos de final       | 8 de noviembre de 2019   | 24–25 de marzo de 2020                              | 1–2 de abril de 2020                                |
| Semifinales            | 8 de noviembre de 2019   | 25–26 de abril de 2020                              | 2–3 de mayo de 2020                                 |
| Final                  | 8 de noviembre de 2019   | 24 de mayo de 2020 en el Franz Horr Stadium, Vienna | 24 de mayo de 2020 en el Franz Horr Stadium, Vienna |

## Fase de clasificación
El sorteo de la fase de clasificación se llevó a cabo el 21 de junio de 2019. En cada grupo, los equipos juegan entre sí con un equipos como anfitrión, y el ganador avanza a la ronda de dieciseisavos. Los encuentros se jugarán el 7, 10 y 13 de agosto de 2019.

### Grupo 1
| Pos. | Equipo       | Pts. | PJ | G | E | P | GF | GC | Dif. | Clasificación          |     | BRE | SFK | ASA | DRA  |
| ---- | ------------ | ---- | -- | - | - | - | -- | -- | ---- | ---------------------- | --- | --- | --- | --- | ---- |
| 1    | Breiðablik   | 9    | 3  | 3 | 0 | 0 | 18 | 2  | +16  | Dieciseisavos de final |     | —   | 3–1 | —   | 11–0 |
| 2    | SFK 2000 (H) | 6    | 3  | 2 | 0 | 1 | 7  | 3  | +4   |                        |     | —   | —   | 1–0 | 5–0  |
| 3    | ASA Tel Aviv | 3    | 3  | 1 | 0 | 2 | 8  | 5  | +3   |                        | 1–4 | —   | —   | —   |      |
| 4    | Dragon 2014  | 0    | 3  | 0 | 0 | 3 | 0  | 23 | −23  |                        | —   | —   | 0–7 | —   |      |

 Fuente: UEFA
| 07 de agosto de 2019 | ASA Tel Aviv | 1:4 (0:2) | Breiðablik                                                             | Asim Ferhatović Hase, Sarajevo |                         |
|                      | - Elinav 70' | Reporte   | - 4' Jóhannsdóttir - 25', 66' (pen.) Albertsdottir - 60' Hákonardóttir | Árbitra: Marina Višnjić        | Árbitra: Marina Višnjić |

| 07 de agosto de 2019 | SFK 2000                                                       | 5:0 (1:0) | Dragon 2014 | FF BH Football Training Centre, Zenica |                              |
|                      | - Medić 9' - Spahić 59' - Djoković 76' - Bojat 85' - Kuć 90+1' | Reporte   |             | Árbitra: Marina Aufschnaiter           | Árbitra: Marina Aufschnaiter |

| 10 de agosto de 2019 | Breiðablik | 11:0 (4:0) | Dragon 2014 | Asim Ferhatović Hase, Sarajevo |                         |
|                      | - Gunnlaugsdóttir 7' - Antonsdóttir 25', 63' - Thorvaldsdóttir 28' (pen.), 51', 64', 82' - Magnúsdóttir 45+2', 87' - Vilhjálmsdóttir 69' - Jóhannsdóttir 85' | Reporte    |             | Árbitra: Marina Višnjić        | Árbitra: Marina Višnjić |

| 10 de agosto de 2019 | SFK 2000       | 1:0 (0:0) | ASA Tel Aviv | FF BH Football Training Centre, Zenica |                             |
|                      | - Djoković 79' | Reporte   |              | Árbitra: Araksya Saribekyan            | Árbitra: Araksya Saribekyan |

| 13 de agosto de 2019 | Dragon 2014 | 0:7 (0:1:) | ASA Tel Aviv                                                                             | Asim Ferhatović Hase, Sarajevo |                              |
|                      |             | Reporte    | - 31' Efraim - 53' (pen.) Cohen - 73' Nakav - 79' Seiden - 87', 89' Elinav - 90' Ezurike | Árbitra: Marina Aufschnaiter   | Árbitra: Marina Aufschnaiter |

| 13 de agosto de 2019 | Breiðablik                                           | 3:1 (2:0) | SFK 2000    | FF BH Football Training Centre, Zenica |                             |
|                      | - Thorvaldsdóttir 18', 81' - Hasanbegović 30' (a.g.) | Reporte   | - 88' Bojat | Árbitra: Araksya Saribekyan            | Árbitra: Araksya Saribekyan |

### Grupo 2
| Pos. | Equipo                | Pts. | PJ | G | E | P | GF | GC | Dif. | Clasificación          |     | MIT | BRE | CLU | SOF |
| ---- | --------------------- | ---- | -- | - | - | - | -- | -- | ---- | ---------------------- | --- | --- | --- | --- | --- |
| 1    | Mitrovica             | 9    | 3  | 3 | 0 | 0 | 5  | 1  | +4   | Dieciseisavos de final |     | —   | 1–0 | —   | —   |
| 2    | Breznica Pljevlja (H) | 4    | 3  | 1 | 1 | 1 | 7  | 7  | 0    |                        |     | —   | —   | —   | 4–4 |
| 3    | Olimpia Cluj          | 3    | 3  | 1 | 0 | 2 | 6  | 7  | −1   |                        | 1–2 | 2–3 | —   | —   |     |
| 4    | NSA Sofia             | 1    | 3  | 0 | 1 | 2 | 6  | 9  | −3   |                        | 0–2 | —   | 2–3 | —   |     |

 Fuente: UEFA
| 07 de agosto de 2019 | Olimpia Cluj   | 1:2 (0:2) | Mitrovica               | Gradski, Nikšić         |                         |
|                      | - Ficzay 90+5' | Reporte   | - 24' Syla - 30' Gjegji | Árbitra: Viki De Cremer | Árbitra: Viki De Cremer |

| 07 de agosto de 2019 | Breznica Pljevlja                                   | 4:4 (0:3) | NSA Sofia                                | Stadion Pod Malim Brdom, Petrovac |                       |
|                      | - Vujadinović 58' - Milović 64', 73' - Karličić 82' | Reporte   | - 21', 23', 44' Koshuleva - 62' Radoyska | Árbitra: Reelika Turi             | Árbitra: Reelika Turi |

| 10 de agosto de 2019 | NSA Sofia | 0:2 (0:1) | Mitrovica               | Gradski, Nikšić       |                       |
|                      |           | Reporte   | - 27' Gjegji - 50' Syla | Árbitra: Reelika Turi | Árbitra: Reelika Turi |

| 10 de agosto de 2019 | Olimpia Cluj                 | 2:3 (1:1) | Breznica Pljevlja                             | Stadion Pod Malim Brdom, Petrovac |                        |
|                      | - Ficzay 17' - Balaceanu 71' | Reporte   | - 45+7' Vujadinović - 47' (pen.), 50' Milović | Árbitra: Vesna Budimir            | Árbitra: Vesna Budimir |

| 13 de agosto de 2019 | Mitrovica           | 1:0 (0:0) | Breznica Pljevlja | Gradski, Nikšić         |                         |
|                      | - Biqkaj 89' (pen.) | Reporte   |                   | Árbitra: Viki De Cremer | Árbitra: Viki De Cremer |

| 13 de agosto de 2019 | NSA Sofia              | 2:3 (2:1) | Olimpia Cluj          | Stadion Pod Malim Brdom, Petrovac |                        |
|                      | - Koshuleva 41', 45+2' | Reporte   | - 34', 53', 72' Voicu | Árbitra: Vesna Budimir            | Árbitra: Vesna Budimir |

### Grupo 3
| Pos. | Equipo       | Pts. | PJ | G | E | P | GF | GC | Dif. | Clasificación          |     | HIB | CAR | POM | TBI |
| ---- | ------------ | ---- | -- | - | - | - | -- | -- | ---- | ---------------------- | --- | --- | --- | --- | --- |
| 1    | Hibernian    | 9    | 3  | 3 | 0 | 0 | 7  | 2  | +5   | Dieciseisavos de final |     | —   | 2–1 | —   | 3–0 |
| 2    | Cardiff Met. | 6    | 3  | 2 | 0 | 1 | 7  | 3  | +4   |                        |     | —   | —   | 1–0 | —   |
| 3    | Pomurje (H)  | 3    | 3  | 1 | 0 | 2 | 5  | 3  | +2   |                        | 1–2 | —   | —   | 4–0 |     |
| 4    | Tbilisi Nike | 0    | 3  | 0 | 0 | 3 | 1  | 12 | −11  |                        | —   | 1–5 | —   | —   |     |

 Fuente: UEFA
| 07 de agosto de 2019 | Hibernian                          | 3:0 (1:0) | Tbilisi Nike | Sportni Park, Beltinci     |                            |
|                      | - Cavanagh 17' - Napier 68', 90+3' | Reporte   |              | Árbitra: Ioanna Allayiotou | Árbitra: Ioanna Allayiotou |

| 07 de agosto de 2019 | Cardiff Met.   | 1:0 (0:0) | Pomurje | Fazanerija City Stadium, Murska Sobota |                                   |
|                      | - Clipston 88' | Reporte   |         | Árbitra: Zulema González González      | Árbitra: Zulema González González |

| 10 de agosto de 2019 | Hibernian                    | 2:1 (1:0) | Cardiff Met. | Sportni Park, Beltinci    |                           |
|                      | - Gallacher 20' - Murray 68' | Reporte   | - 88' Allen  | Árbitra: Volha Tsiareshka | Árbitra: Volha Tsiareshka |

| 10 de agosto de 2019 | Pomurje                                                | 4:0 (2:0) | Tbilisi Nike | Sportni Park, Beltinci            |                                   |
|                      | - Prša 4' (pen.), 19' (pen.) - Zajmi 52' - Makovec 89' | Reporte   |              | Árbitra: Zulema González González | Árbitra: Zulema González González |

| 13 de agosto de 2019 | Tbilisi Nike          | 1:5 (0:3) | Cardiff Met.                                          | Fazanerija City Stadium, Murska Sobota |                            |
|                      | - Mtskerashvili 90+5' | Reporte   | - 27', 38' Schupbach - 44', 90' Clipston - 65' Pinder | Árbitra: Ioanna Allayiotou             | Árbitra: Ioanna Allayiotou |

| 13 de agosto de 2019 | Pomurje           | 1:2 (1:2) | Hibernian                  | Sportni Park, Beltinci    |                           |
|                      | - Prša 45' (pen.) | Reporte   | - 7' Napier - 36' Davidson | Árbitra: Volha Tsiareshka | Árbitra: Volha Tsiareshka |

### Grupo 4
| Pos. | Equipo                 | Pts. | PJ | G | E | P | GF | GC | Dif. | Clasificación          |   | MIN | KHA | SPL | BET  |
| ---- | ---------------------- | ---- | -- | - | - | - | -- | -- | ---- | ---------------------- | - | --- | --- | --- | ---- |
| 1    | FC Minsk               | 9    | 3  | 3 | 0 | 0 | 16 | 1  | +15  | Dieciseisavos de final |   | —   | —   | 2–1 | 12–0 |
| 2    | Zhitlobud-1 Járkov (H) | 6    | 3  | 2 | 0 | 1 | 9  | 4  | +5   |                        |   | 0–2 | —   | —   | 6–0  |
| 3    | Split                  | 3    | 3  | 1 | 0 | 2 | 10 | 7  | +3   |                        | — | 2–3 | —   | —   |      |
| 4    | Bettembourg            | 0    | 3  | 0 | 0 | 3 | 2  | 25 | −23  |                        | — | —   | 2–7 | —   |      |

 Fuente: UEFA
| 07 de agosto de 2019 | FC Minsk | 12:0 (5:0) | Bettembourg | FC Metalist Training Ground, Vysokyi |                           |
|                      | - Ogbiagbevha 5', 26', 61', 74' - Cisse 8' - Shuppo 16' (pen.), 53' - Khimich 45+2', 51', 82' - Aniset 58' (a.g.) - Madiba 67' | Reporte    |             | Árbitra: Michalina Diakow            | Árbitra: Michalina Diakow |

| 07 de agosto de 2019 | Split                   | 2:3 (2:1) | Zhitlobud-1 Járkov                    | FC Metalist Training Ground, Vysokyi |                         |
|                      | - Lubina 1' - Pedić 29' | Reporte   | - 12', 90' (pen.), 90+3' Apanaschenko | Árbitra: Ifeoma Kulmala              | Árbitra: Ifeoma Kulmala |

| 10 de agosto de 2019 | FC Minsk                        | 2:1 (1:1) | Split          | FC Metalist Training Ground, Vysokyi |                        |
|                      | - Khimich 13' - Ogbiagbevha 65' | Reporte   | - 33' Dujmović | Árbitra: Galiya Echeva               | Árbitra: Galiya Echeva |

| 10 de agosto de 2019 | Zhitlobud-1 Járkov                                                              | 6:0 (4:0) | Bettembourg | FC Metalist Training Ground, Vysokyi |                         |
|                      | - Nesterenko 4', 25' - Shevchuk 11' - Voronina 40' - Utitskikh 66' - Petryk 89' | Reporte   |             | Árbitra: Ifeoma Kulmala              | Árbitra: Ifeoma Kulmala |

| 13 de agosto de 2019 | Bettembourg      | 2:7 (2:5) | Split                                                                | FC Metalist Training Ground, Vysokyi |                           |
|                      | - Thill 33', 43' | Reporte   | - 7', 37' Pedić - 21', 30', 64' Dujmović - 28' O'Neill - 57' Valušek | Árbitra: Michalina Diakow            | Árbitra: Michalina Diakow |

| 13 de agosto de 2019 | Zhitlobud-1 Járkov | 0:2 (0:1) | FC Minsk                       | OSK Metalist Stadion, Járkov |                        |
|                      |                    | Reporte   | - 44' Ogbiagbevha - 52' Linnik | Árbitra: Galiya Echeva       | Árbitra: Galiya Echeva |

### Grupo 5
| Pos. | Equipo                 | Pts. | PJ | G | E | P | GF | GC | Dif. | Clasificación          |   | SUB | FER | BRA | ANE  |
| ---- | ---------------------- | ---- | -- | - | - | - | -- | -- | ---- | ---------------------- | - | --- | --- | --- | ---- |
| 1    | Spartak Subotica       | 7    | 3  | 2 | 1 | 0 | 21 | 2  | +19  | Dieciseisavos de final |   | —   | —   | 7–0 | 12–0 |
| 2    | Ferencváros            | 7    | 3  | 2 | 1 | 0 | 7  | 3  | +4   |                        |   | 2–2 | —   | —   | 2–0  |
| 3    | Slovan Bratislava (H)  | 3    | 3  | 1 | 0 | 2 | 2  | 10 | −8   |                        | — | 1–3 | —   | —   |      |
| 4    | Agarista-ȘS Anenii Noi | 0    | 3  | 0 | 0 | 3 | 0  | 15 | −15  |                        | — | —   | 0–1 | —   |      |

 Fuente: UEFA
| 07 de agosto de 2019 | Spartak Subotica | 12:0 (9:0) | Agarista-ȘS Anenii Noi | Estadio Pasienky, Bratislava |                           |
|                      | - Adamek 3', 67', 72' - Denda 16' - Matić 20' - Delgadillo 27', 31', 45+2' - Filipović 29', 33', 84' - Williams 79' | Reporte    |                        | Árbitra: Abigail Marriott    | Árbitra: Abigail Marriott |

| 07 de agosto de 2019 | Slovan Bratislava | 1:3 (1:1) | Ferencváros                               | Estadio Pasienky, Bratislava |                         |
|                      | - Bytčánková 33'  | Reporte   | - 39' Kocsán - 67' Aleksić - 83' Diószegi | Árbitra: Victoria Beyer      | Árbitra: Victoria Beyer |

| 10 de agosto de 2019 | Ferencváros                    | 2:0 (2:0) | Agarista-ȘS Anenii Noi | Estadio Pasienky, Bratislava |                         |
|                      | - Loghin 25' (a.g.) - Fogl 42' | Reporte   |                        | Árbitra: Victoria Beyer      | Árbitra: Victoria Beyer |

| 10 de agosto de 2019 | Spartak Subotica                                                                                   | 7:0 (2:0) | Slovan Bratislava | Estadio Pasienky, Bratislava |                        |
|                      | - Slović 21' - Matić 37', 53' - Filipović 58' - Adamek 59' - Bačová 78' (a.g.) - Stupar 85' (pen.) | Reporte   |                   | Árbitra: Vera Opeykina       | Árbitra: Vera Opeykina |

| 13 de agosto de 2019 | Agarista-ȘS Anenii Noi | 0:1 (0:1) | Slovan Bratislava    | Tehelné pole, Bratislava  |                           |
|                      |                        | Reporte   | - 35' (a.g.) Cerescu | Árbitra: Abigail Marriott | Árbitra: Abigail Marriott |

| 13 de agosto de 2019 | Ferencváros     | 2:2 (1:0) | Spartak Subotica            | Estadio Pasienky, Bratislava |                        |
|                      | - Vágó 20', 78' | Reporte   | - 56' Filipović - 80' Matić | Árbitra: Vera Opeykina       | Árbitra: Vera Opeykina |

### Grupo 6
| Pos. | Equipo            | Pts. | PJ | G | E | P | GF | GC | Dif. | Clasificación          |   | KAZ | VAN | FLO | EBS |
| ---- | ----------------- | ---- | -- | - | - | - | -- | -- | ---- | ---------------------- | - | --- | --- | --- | --- |
| 1    | BIIK Kazygurt     | 9    | 3  | 3 | 0 | 0 | 15 | 1  | +14  | Dieciseisavos de final |   | —   | —   | 2–0 | 9–0 |
| 2    | PK-35 Vantaa      | 6    | 3  | 2 | 0 | 1 | 9  | 6  | +3   |                        |   | 1–4 | —   | —   | 5–0 |
| 3    | Flora (H)         | 3    | 3  | 1 | 0 | 2 | 4  | 5  | −1   |                        | — | 2–3 | —   | —   |     |
| 4    | EB/Streymur/Skála | 0    | 3  | 0 | 0 | 3 | 0  | 16 | −16  |                        | — | —   | 0–2 | —   |     |

 Fuente: UEFA
| 07 de agosto de 2019 | BIIK Kazygurt                                                                        | 9:0 (6:0) | EB/Streymur/Skála | Estadio Kadriorg, Tallin |                        |
|                      | - Gabelia 10', 13', 15', 28', 45+2' - Babshuk 22', 55' - Bortnikova 79' - Reuben 83' | Reporte   |                   | Árbitra: Katalin Sipos   | Árbitra: Katalin Sipos |

| 07 de agosto de 2019 | Flora                   | 2:3 (1:0) | PK-35 Vantaa                                      | A. Le Coq Arena, Tallin  |                          |
|                      | - Saulep 16' - Saar 46' | Reporte   | - 46' Kilponen - 86' Autio - 90+1' (a.g.) Strigin | Árbitra: Valentina Finzi | Árbitra: Valentina Finzi |

| 10 de agosto de 2019 | PK-35 Vantaa                                                                    | 5:0 (1:0) | EB/Streymur/Skála | Estadio Kadriorg, Tallin |                          |
|                      | - Autio 15' - Vlasoff 47' - Koso 75' - Huneck 78' (a.g.) - Laurento-Falcoff 80' | Reporte   |                   | Árbitra: Valentina Finzi | Árbitra: Valentina Finzi |

| 10 de agosto de 2019 | BIIK Kazygurt         | 2:0 (2:0) | Flora | A. Le Coq Arena, Tallin  |                          |
|                      | - Litvinenko 13', 19' | Reporte   |       | Árbitra: Henrikke Nervik | Árbitra: Henrikke Nervik |

| 13 de agosto de 2019 | EB/Streymur/Skála | 0:2 (0:2) | Flora           | Rakvere Linnastaadion, Rakvere |                        |
|                      |                   | Reporte   | - 26', 28' Saar | Árbitra: Katalin Sipos         | Árbitra: Katalin Sipos |

| 13 de agosto de 2019 | PK-35 Vantaa         | 1:4 (0:2) | BIIK Kazygurt                                        | Estadio Kadriorg, Tallin |                          |
|                      | - Saastamoinen 90+2' | Reporte   | - 23' Zulu - 38' Babshuk - 60' Kundananji - 62' Ilić | Árbitra: Henrikke Nervik | Árbitra: Henrikke Nervik |

### Grupo 7
| Pos. | Equipo           | Pts. | PJ | G | E | P | GF | GC | Dif. | Clasificación          |     | BRA | LIM | GRA | RIG  |
| ---- | ---------------- | ---- | -- | - | - | - | -- | -- | ---- | ---------------------- | --- | --- | --- | --- | ---- |
| 1    | Braga            | 9    | 3  | 3 | 0 | 0 | 11 | 0  | +11  | Dieciseisavos de final |     | —   | —   | 2–0 | —    |
| 2    | Apollon Limassol | 6    | 3  | 2 | 0 | 1 | 17 | 3  | +14  |                        |     | 0–1 | —   | —   | 10–0 |
| 3    | Sturm Graz       | 3    | 3  | 1 | 0 | 2 | 6  | 9  | −3   |                        | —   | 2–7 | —   | 4–0 |      |
| 4    | Rīgas FS (H)     | 0    | 3  | 0 | 0 | 3 | 0  | 22 | −22  |                        | 0–8 | —   | —   | —   |      |

 Fuente: UEFA
| 07 de agosto de 2019 | Braga                     | 2:0 (1:0) | Sturm Graz | Stadions Arkādija, Riga     |                             |
|                      | - Marques 37' - Pratt 77' | Reporte   |            | Árbitra: Irena Velevačkoska | Árbitra: Irena Velevačkoska |

| 07 de agosto de 2019 | Apollon Limassol                                                                                               | 10:0 (7:0) | Rīgas FS | Stadions Arkādija, Riga    |                            |
|                      | - Šurnovská 10' - Sidira 12' (pen.), 29' (pen.) - Begič 14' - Hardy 20', 41', 64' - Freda 36' (pen.), 79', 85' | Reporte    |          | Árbitra: Michèle Schmölzer | Árbitra: Michèle Schmölzer |

| 10 de agosto de 2019 | Sturm Graz                                 | 4:0 (1:0) | Rīgas FS | Stadions Arkādija, Riga     |                             |
|                      | - Plattner 38', 72' - Uka 55' - Wagner 69' | Reporte   |          | Árbitra: Irena Velevačkoska | Árbitra: Irena Velevačkoska |

| 10 de agosto de 2019 | Apollon Limassol | 0:1 (0:1) | Braga       | Stadions Arkādija, Riga |                       |
|                      |                  | Reporte   | - 10' Pratt | Árbitra: Sabina Bolić   | Árbitra: Sabina Bolić |

| 13 de agosto de 2019 | Rīgas FS | 0:8 (0:5) | Braga                                                                                 | Stadions Arkādija, Riga    |                            |
|                      |          | Reporte   | - 2' Azevedo - 11', 70' Cardoso - 19', 75' Marques - 24' Silva - 55' Luis - 61' Pratt | Árbitra: Michèle Schmölzer | Árbitra: Michèle Schmölzer |

| 13 de agosto de 2019 | Sturm Graz                  | 2:7 (1:4) | Apollon Limassol                                                      | Zemgale Olympic Center, Jelgava |                       |
|                      | - Wagner 45+2' - Habuda 63' | Reporte   | - 6', 13' Hardy - 15', 80' Freda - 24', 54' Markou - 70' (a.g.) Kröll | Árbitra: Sabina Bolić           | Árbitra: Sabina Bolić |

### Grupo 8
| Pos. | Equipo         | Pts. | PJ | G | E | P | GF | GC | Dif. | Clasificación          |     | AND | LSK | LIN | PAO |
| ---- | -------------- | ---- | -- | - | - | - | -- | -- | ---- | ---------------------- | --- | --- | --- | --- | --- |
| 1    | Anderlecht (H) | 9    | 3  | 3 | 0 | 0 | 11 | 3  | +8   | Dieciseisavos de final |     | —   | —   | —   | 5–0 |
| 2    | LSK Kvinner    | 6    | 3  | 2 | 0 | 1 | 7  | 3  | +4   |                        |     | 2–3 | —   | 4–0 | —   |
| 3    | Linfield       | 3    | 3  | 1 | 0 | 2 | 4  | 9  | −5   |                        | 1–3 | —   | —   | —   |     |
| 4    | PAOK           | 0    | 3  | 0 | 0 | 3 | 2  | 9  | −7   |                        | —   | 0–1 | 2–3 | —   |     |

 Fuente: UEFA
| 07 de agosto de 2019 | LSK Kvinner                                       | 4:0 (4:0) | Linfield | Van Roystadion, Denderleeuw |                           |
|                      | - Thorsnes 10', 24' - Åsland 24' - Abrahamsen 27' | Reporte   |          | Árbitra: Jelena Cvetković   | Árbitra: Jelena Cvetković |

| 07 de agosto de 2019 | Anderlecht                                        | 5:0 (1:0) | PAOK | Constant Vanden Stock, Bruselas |                           |
|                      | - De Caigny 45+2', 55', 72' - Tison 47' - Rus 65' | Reporte   |      | Árbitra: Aleksandra Česen       | Árbitra: Aleksandra Česen |

| 10 de agosto de 2019 | LSK Kvinner              | 2:3 (0:0) | Anderlecht                          | Constant Vanden Stock, Bruselas         |                                         |
|                      | - Gausdal 47' - Haug 88' | Reporte   | - 49' Rus - 72' Deneve - 87' Toloba | Árbitra: María Dolores Martínez Madrona | Árbitra: María Dolores Martínez Madrona |

| 10 de agosto de 2019 | PAOK                      | 2:3 (2:2) | Linfield                                           | Van Roystadion, Denderleeuw |                           |
|                      | - Vardali 7' - Mitkou 32' | Reporte   | - 14' Burrows - 24' Hutton - 89' (pen.) McGuinness | Árbitra: Aleksandra Česen   | Árbitra: Aleksandra Česen |

| 13 de agosto de 2019 | Linfield                | 1:3 (0:2) | Anderlecht                     | Constant Vanden Stock, Bruselas |                           |
|                      | - McGuinness 55' (pen.) | Reporte   | - 24', 34' Deloose - 66' Coryn | Árbitra: Jelena Cvetković       | Árbitra: Jelena Cvetković |

| 13 de agosto de 2019 | PAOK | 0:1 (0:0) | LSK Kvinner       | Van Roystadion, Denderleeuw             |                                         |
|                      |      | Reporte   | - 68' (pen.) Wold | Árbitra: María Dolores Martínez Madrona | Árbitra: María Dolores Martínez Madrona |

### Grupo 9
| Pos. | Equipo        | Pts. | PJ | G | E | P | GF | GC | Dif. | Clasificación          |     | TWE | BES | GOR  | ALA |
| ---- | ------------- | ---- | -- | - | - | - | -- | -- | ---- | ---------------------- | --- | --- | --- | ---- | --- |
| 1    | Twente (H)    | 7    | 3  | 2 | 1 | 0 | 12 | 2  | +10  | Dieciseisavos de final |     | —   | 2–2 | —    | 8–0 |
| 2    | Beşiktaş      | 5    | 3  | 1 | 2 | 0 | 6  | 3  | +3   |                        |     | —   | —   | 1–1  | —   |
| 3    | Górnik Łęczna | 4    | 3  | 1 | 1 | 1 | 14 | 3  | +11  |                        | 0–2 | —   | —   | 13–0 |     |
| 4    | Alashkert     | 0    | 3  | 0 | 0 | 3 | 0  | 24 | −24  |                        | —   | 0–3 | —   | —    |     |

 Fuente: UEFA
| 07 de agosto de 2019 | Beşiktaş     | 1:1 (0:0) | Górnik Łęczna      | Sportpark Scheurserve, Enschede |                        |
|                      | - Hançar 75' | Reporte   | - 77' Jędrzejewicz | Árbitra: Lucie Šulcová          | Árbitra: Lucie Šulcová |

| 07 de agosto de 2019 | Twente | 8:0 (5:0) | Alashkert | Sportpark Heeckeren, Enschede |                           |
|                      | - Vanmechelen 19', 89' - Kalma 31', 46' - Mesropyan 32' (a.g.) - Ellouzi 39' - Sakhinova 45+3' (a.g.) - Weerden 59' | Reporte   |           | Árbitra: Fatemeh Zangeneh     | Árbitra: Fatemeh Zangeneh |

| 10 de agosto de 2019 | Górnik Łęczna | 13:0 (7:0) | Alashkert | Sportpark Heeckeren, Enschede |                        |
|                      | - Sakhinova 5' (a.g.) - Karczewska 11', 18', 39' - Jędrzejewicz 13', 63', 74' - Kamczyk 34' (pen.), 59', 84', 90+3' - Matysik 38' - Dyguś 79' | Reporte    |           | Árbitra: Lucie Šulcová        | Árbitra: Lucie Šulcová |

| 10 de agosto de 2019 | Twente          | 2:2 (1:1) | Beşiktaş                | Sportpark Scheurserve, Enschede |                             |
|                      | - Kalma 8', 46' | Reporte   | - 21' Uraz - 88' Keskin | Árbitra: Iuliana Demetrescu     | Árbitra: Iuliana Demetrescu |

| 13 de agosto de 2019 | Alashkert | 0:3 (0:1) | Beşiktaş                                    | Sportpark Heeckeren, Enschede |                           |
|                      |           | Reporte   | - 45+2' Hançar - 87' O'Rourke - 90+5' Çınar | Árbitra: Fatemeh Zangeneh     | Árbitra: Fatemeh Zangeneh |

| 13 de agosto de 2019 | Górnik Łęczna | 0:2 (0:0) | Twente                          | Sportpark Scheurserve, Enschede |                             |
|                      |               | Reporte   | - 52' (pen.) Kalma - 70' Jansen | Árbitra: Iuliana Demetrescu     | Árbitra: Iuliana Demetrescu |

### Grupo 10
| Pos. | Equipo                   | Pts. | PJ | G | E | P | GF | GC | Dif. | Clasificación          |   | VLL | WEX | GIN | BIR |
| ---- | ------------------------ | ---- | -- | - | - | - | -- | -- | ---- | ---------------------- | - | --- | --- | --- | --- |
| 1    | Vllaznia Shkodër         | 7    | 3  | 2 | 1 | 0 | 5  | 2  | +3   | Dieciseisavos de final |   | —   | —   | 1–1 | 1–0 |
| 2    | Wexford Youths           | 6    | 3  | 2 | 0 | 1 | 10 | 6  | +4   |                        |   | 1–3 | —   | —   | —   |
| 3    | Gintra Universitetas (H) | 4    | 3  | 1 | 1 | 1 | 3  | 3  | 0    |                        | — | 1–2 | —   | 1–0 |     |
| 4    | Birkirkara               | 0    | 3  | 0 | 0 | 3 | 2  | 9  | −7   |                        | — | 2–7 | —   | —   |     |

 Fuente: UEFA
| 07 de agosto de 2019 | Wexford Youths | 1:3 (1:3) | Vllaznia Shkodër                    | Alytus Stadium, Alytus         |                                |
|                      | - Kennedy 18'  | Reporte   | - 30' Dauzat - 40' Doyle - 42' Doci | Árbitra: Tinna Høj Christensen | Árbitra: Tinna Høj Christensen |

| 07 de agosto de 2019 | Gintra Universitetas | 1:0 (1:0) | Birkirkara | Alytus Stadium, Alytus      |                             |
|                      | - Freitas 2'         | Reporte   |            | Árbitra: Lizzy Van Der Helm | Árbitra: Lizzy Van Der Helm |

| 10 de agosto de 2019 | Vllaznia Shkodër | 1:0 (1:0) | Birkirkara | Alytus Stadium, Alytus         |                                |
|                      | - Doyle 16'      | Reporte   |            | Árbitra: Tinna Høj Christensen | Árbitra: Tinna Høj Christensen |

| 10 de agosto de 2019 | Gintra Universitetas | 1:2 (1:1) | Wexford Youths             | Alytus Stadium, Alytus     |                            |
|                      | - Freitas 15'        | Reporte   | - 37' Davidson - 47' Kelly | Árbitra: Hristiyana Guteva | Árbitra: Hristiyana Guteva |

| 13 de agosto de 2019 | Birkirkara                  | 2:7 (1:2) | Wexford Youths                                                                     | Stadium of Marijampole, Marijampole |                             |
|                      | - Giusti 44' - Carabott 63' | Reporte   | - 32', 61', 68' Murphy - 35' Davidson - 53' Kennedy - 85' Jarrett - 90+1' Rossiter | Árbitra: Lizzy Van Der Helm         | Árbitra: Lizzy Van Der Helm |

| 13 de agosto de 2019 | Vllaznia Shkodër  | 1:1 (0:0) | Gintra Universitetas | Alytus Stadium, Alytus     |                            |
|                      | - Doci 78' (pen.) | Reporte   | - 49' Gudchenko      | Árbitra: Hristiyana Guteva | Árbitra: Hristiyana Guteva |

## Fase final

### Dieciseisavos de final
El sorteo para los dieciseisavos de final se celebró el 16 de agosto de 2019, a las 13:30 CEST, en la sede de la UEFA en Nyon, Suiza. Los partidos de ida se jugaron los días 11 y 12 de septiembre, y las vueltas los días 25 y 26 de septiembre de 2019.
| Equipo 1             | Agr.     | Equipo 2            | Ida  | Vuelta |
| -------------------- | -------- | ------------------- | ---- | ------ |
| Juventus             | 1–4      | Barcelona           | 0–2  | 1–2    |
| Hibernian            | 2–9      | Slavia de Praga     | 1–4  | 1–5    |
| Spartak Subotica     | 3–4      | Atlético Madrid     | 2–3  | 1–1    |
| Sporting Braga       | 0–7      | París Saint-Germain | 0–7  | 0–0    |
| Vllaznia Shkodër     | 0–3      | Fortuna Hjørring    | 0–1  | 0–2    |
| Chertanovo Moscow    | 1–5      | Glasgow City        | 0–1  | 1–4    |
| Ryazan-VDV           | 0–16     | Lyon                | 0–9  | 0–7    |
| Fiorentina           | 0–6      | Arsenal             | 0–4  | 0–2    |
| Kopparbergs/Göteborg | 2–2 (v.) | Bayern Munich       | 1–2  | 1–0    |
| St. Pölten           | 4–5      | Twente              | 2–4  | 2–1    |
| Anderlecht           | 1–3      | BIIK Kazygurt       | 1–1  | 0–2    |
| Breiðablik           | 4–2      | Sparta Praga        | 3–2  | 1–0    |
| Mitrovica            | 0–15     | VfL Wolfsburg       | 0–10 | 0–5    |
| Piteå                | 1–2      | Brøndby             | 0–1  | 1–1    |
| Lugano               | 1–11     | Manchester City     | 1–7  | 0–4    |
| FC Minsk             | 4–1      | Zürich              | 1–0  | 3–1    |

### Octavos de final
La ida se jugará el 16 y 17 de octubre, mientras que la vuelta será los días 30 y 31 de octubre de 2019.
| Equipo 1         | Agr.         | Equipo 2            | Ida | Vuelta |
| ---------------- | ------------ | ------------------- | --- | ------ |
| Brøndby          | 2–2 (1–3 p.) | Glasgow City        | 0–2 | 2–0    |
| Barcelona        | 8–1          | FC Minsk            | 5–0 | 3–1    |
| BIIK Kazygurt    | 0–7          | Bayern Munich       | 0–5 | 0–2    |
| Fortuna Hjørring | 0–11         | Lyon                | 0–4 | 0–7    |
| Breiðablik       | 1–7          | París Saint-Germain | 0–4 | 1–3    |
| VfL Wolfsburg    | 7–0          | Twente              | 6–0 | 1–0    |
| Slavia de Praga  | 2–13         | Arsenal             | 2–5 | 0–8    |
| Manchester City  | 2–3          | Atlético Madrid     | 1–1 | 1–2    |

### Cuartos de final
La ida se tenía que jugar el 24 y 25 de marzo, mientras que la vuelta estaba planificada para los días 1 y 2 de abril de 2020, pero se aplazaron debido a la pandemia de COVID-19. Finalmente se decidió jugar los partidos restantes en una sede neutral.
El comité Ejecutivo de la UEFA confirmó que la fase final de la UEFA Women's Champions League, se disputaría en los estadios de Anoeta y San Mamés. La competición se reanudará el 21 de agosto, cuando el Glasgow City y el Wolfsburgo se enfrenten en su partido de cuartos de final, en San Sebastián y el Atlético de Madrid y el Barcelona en Bilbao. Al día siguiente, el Arsenal se medirá contra el París Saint-Germain en San Sebastián y el Lyon se enfrentará en San Mamés al Bayern.
| Equipo 1           | Resultado | Equipo 2            |
| ------------------ | --------- | ------------------- |
| Atlético de Madrid | 0–1       | Barcelona           |
| Lyon               | 2–1       | Bayern Múnich       |
| Glasgow City       | 1–9       | VfL Wolfsburg       |
| Arsenal            | 1–2       | París Saint-Germain |

### Semifinales
La ida estaba prevista para el 25 y 26 de abril, mientras que la vuelta iban a ser los días 2 y 3 de mayo de 2020. Finalmente la primera semifinal del torneo tendrá lugar el 25 de agosto, y en ella se enfrentarán en San Sebastián, los ganadores de los partidos de cuartos disputados el día 21, mientras que el otro encuentro de semifinales, se celebrará en Bilbao al día siguiente.
| Equipo 1            | Resultado | Equipo 2  |
| ------------------- | --------- | --------- |
| París Saint-Germain | 0–1       | Lyon      |
| VfL Wolfsburg       | 1–0       | Barcelona |

### Final
| 30 de agosto de 2020, 20:00 CEST | Lyon                                            | 3:1 (2:0) | VfL Wolfsburg | Estadio de Anoeta, San Sebastián |                         |
|                                  | Le Sommer 26' · Kumagai 45' · Gunnarsdóttir 89' | Reporte   | 59' Popp      | Árbitra: Esther Staubli          | Árbitra: Esther Staubli |

|                                      |
| Bandera de Francia                   |
| Campeón Olympique de Lyon 7.º título |